# Lluís Valentí i Bohigas
Lluís Valentí i Bohigas (Riudellots de la Selva) és un productor executiu i director de cinema català, conegut per La Habana y Barcelona. Esplendor y ruinas (2015), Panteix (1996) y Leonas (2019).

## Formació
El 1982 es va diplomar en Estètica i Crítica de Cine a la Universitat de Valladolid. Durant els anys 1980 va treballar com a professor de cinema a la Universitat Autònoma de Barcelona (UAB) i com a professor de crítica i estètica de cinema a la Casa de Cultura de Girona. El 1994 es va doctorar en història de l'art per la Universitat de Barcelona.

## Trajectòria professional

### Cinematogràfica
L'any 1992 va crear Valentí Films, una productora cinematogràfica que segueix la línia del cinema d'autor i reflexió. Uns anys després, el 2005, va unificar l'activitat d'aquesta empresa amb, Versus Films, la distribuïdora de continguts cinematogràfics per a sales de cinema, DVD, televisió i Internet, per a Espanya; amb contingut dramàtic, comèdia, cinema d'autor, de reflexió i documentals.
El 1989, junt amb Lluís Gubau, Josep Girbau i Quim Colomer, va presentar les Jornades de Vídeo Creatiu, al Nummulit, amb obra realitzada per autors gironins. A l'any 1991 que pren el nom de Festival de Cinema de Girona i es consolida com esdeveniment adreçat al talent. També és membre de la junta directiva del Col·legi de Directors de Cinema de Catalunya i director del Festival de Cinema Jueu de Besalú.
És fundador de l’Acadèmia del cinema català amb el carnet número 2. Entre el 2008 i 2010 va ser membre de la junta directiva de l'Acadèmia del Cinema Català amb el càrrec de secretari, on va redactar els estatuts i el reglament dels premis Gaudí. Lluís Valentí va tenir la iniciativa de proposar a l’Acadèmia de Hollywood que accepti la candidatura a les nominacions dels premis Oscar una pel·lícula en V.O. catalana al premi a millor pel·lícula en llengua estrangera. El 24 de novembre de 2009, va reunir-se amb el president Tom Sherak i dos membres de la junta directiva a l’Acadèmia de Hollywood, juntament amb Joel Joan president de l’Acadèmia catalana. Es va acceptar el tràmit a condició que no s'establís conflicte amb l’acadèmia espanyola.

## Filmografia

### Llargmetratges
| Títol                       | Director            | Any  | Productora | Distribïdora |
| --------------------------- | ------------------- | ---- | --- | ------------ |
| Amigogima                   | José Maria Nunes    | 2001 | Valentí Films TVC | Versus Films |
| A la soletat (A la soledad) | José Maria Nunes    | 2007 | Valentí Films TVC | Versus Films |
| Azaña                       | Santiago San Miguel | 2008 | Audiovisual Aval SGR Institut Català de les Empreses Culturals (ICIC) Institut Català de Finances (ICF) Instituto de Crédito Oficial (ICO) Instituto de la Cinematografía y de las Artes Audiovisuales (ICAA) María Isabel Dorante Domínguez TVC TVE Valentí Films |              |
| A casa                      | Raül Busquets       | 2019 | RBR Films Valentí Films | RBR Films    |

### Documentals
| Títol                                     | Director         | Any  | Productora                                   | Distriboïdora |
| ----------------------------------------- | ---------------- | ---- | -------------------------------------------- | ------------- |
| Res Publica                               | José Maria Nunes | 2009 | Valenti Films i Versus Films                 | Versus Films  |
| Ciutat Oculta                             | Andrés Bujardón  | 2010 | Valentí Films Visualsuspects Zabriskie Films | Versus Films  |
| La Habana y Barcelona. Esplendor y ruinas | Lluís Valentí    | 2015 | Black Flag Valentí Films                     | Versus Films  |

### Curtmetratges
| Títol        | Director      | Any  | Productora                           | Distribuïdora          |
| ------------ | ------------- | ---- | ------------------------------------ | ---------------------- |
| Panteix      | Lluís Valentí | 1996 | Valentí Films                        | Lauren Films           |
| Puta de oros | Miquel Crespi | 2000 | Valentí Films                        | Valentí Films          |
| 501          | Laia Fàbregas | 2009 | Valentí Films                        | Versus Films           |
| Leonas       | Lluís Valentí | 2019 | Esperanza Distribución Valentí Films | Esperanza Distribución |

## Premis
| Premi                | Any  | Categoria                                | Pel·lícula | Resultat  |
| -------------------- | ---- | ---------------------------------------- | ---------- | --------- |
| Barcelona Film Award | 2002 | Millor Director                          | Amigogima  | Guanyador |
| Premi Gaudí          | 2009 | Millor Interpretació Masculina Principal | Azaña      | Guanyador |
| Premi Gaudí          | 2010 | Millor Curtmetratge                      | 501        | Guanyador |